# Tandil (Buenos Aires)
Tandil is een plaats in het Argentijnse bestuurlijke gebied Tandil in de provincie Buenos Aires. De plaats telt 101.010 inwoners.
De Argentijnse luchtmacht opereert hier onder meer met gevechtsvliegtuigen.

## Bekende inwoners van Tandil

### Geboren
- Mauricio Macri (1959), president van Argentinië (2015-2019)
- María Cristina Kiehr (1967), sopraan
- Guillermo Pérez Roldán (1969), tennisser
- Mauro Camoranesi (1976), voetballer
- Mariano Pernia (1977), voetballer
- Bernardo Romeo (1977), voetballer
- Diego Junqueira (1980), tennisser
- Juan Mónaco (1984), tennisser
- Juan Martín del Potro (1988), tennisser

## Galerij

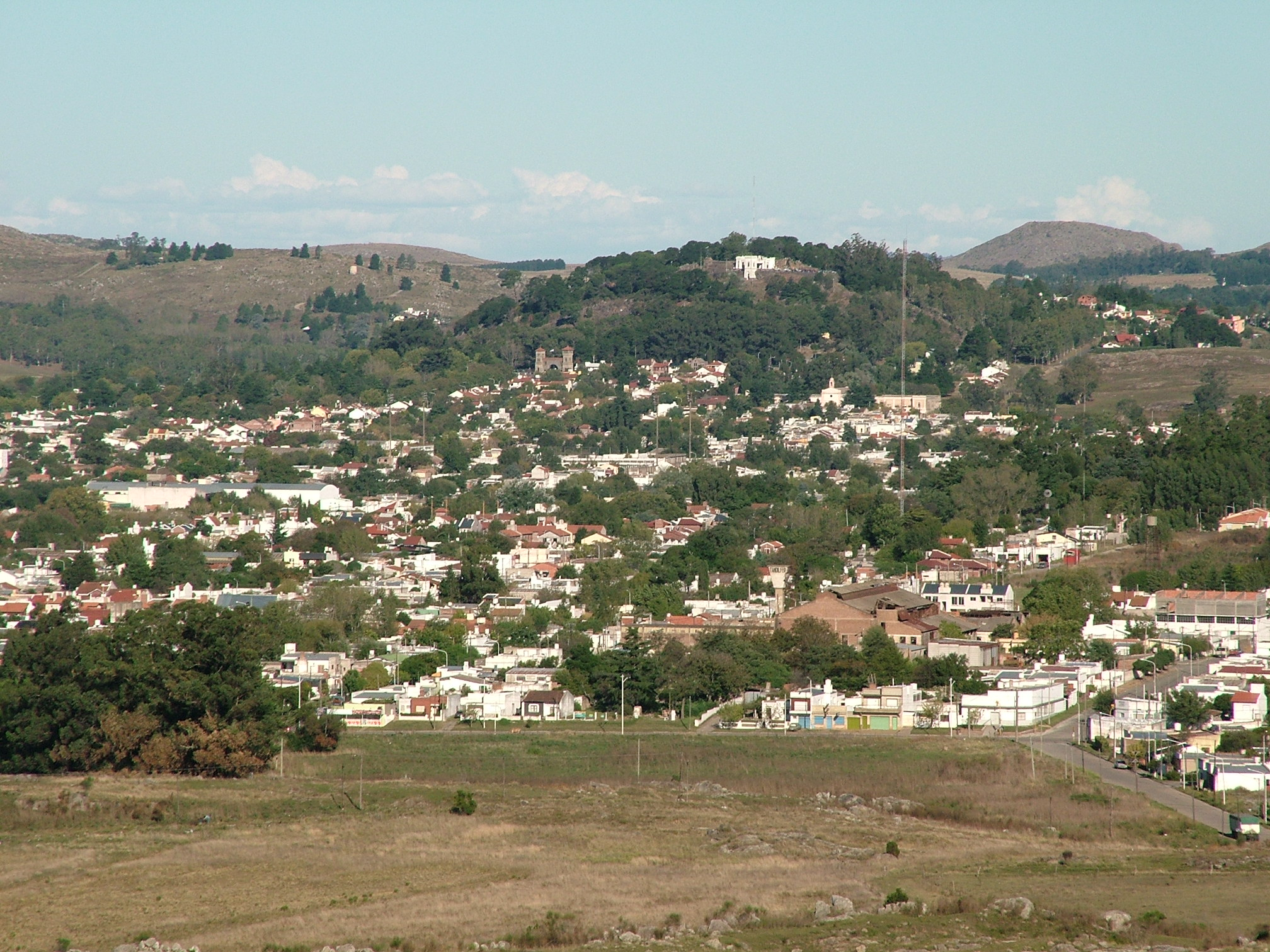
Tandil
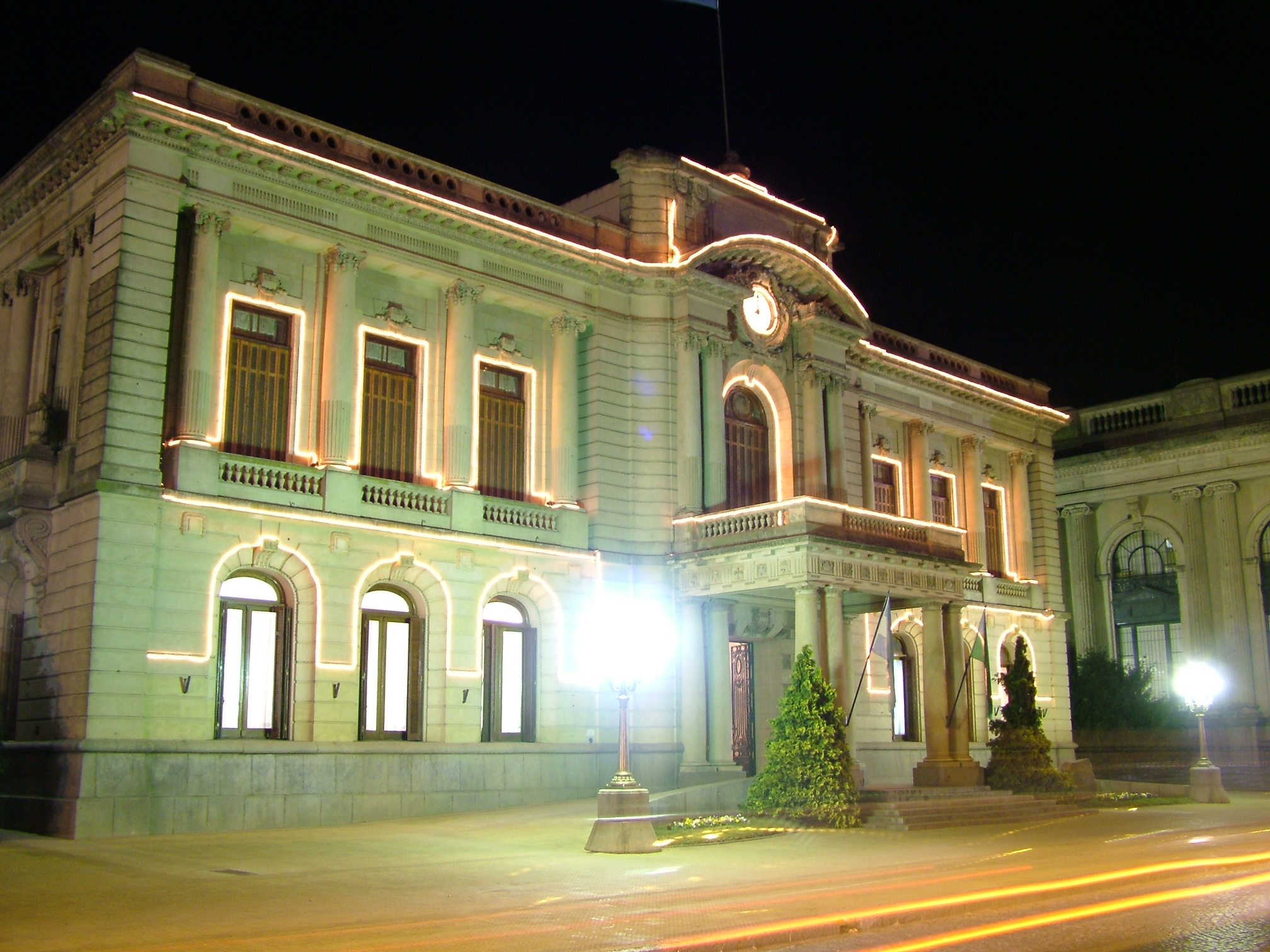
Gemeentehuis